# Salvador Lotito
Salvador Lotito fue un actor que nació en Argentina en 1930 y trabajó desde muy chico en el cine. También trabajó en las audiciones Toddy en LR 3 Radio Belgrano.

## Filmografía
Actor
- Nace la libertad    (1949)
- Corazón    (1947)
- El cura gaucho    (1941)
- La maestrita de los obreros    (1941)
- El ángel de trapo    (1940)
- Nosotros, los muchachos    (1940)
- ...Y mañana serán hombres    (1939)
- Chimbela    (1939)
- El Loco Serenata    (1939)
- La vida de Carlos Gardel (1939)
- Alas de mi patria    (1939)